# RPG Maker
RPG Maker (RPGツクール, RPG Tsukūru) is een serie programma's gemaakt door de Japanse ASCII Corporation (onderdeel van Enterbrain) waarmee iemand zijn eigen RPG kan ontwikkelen. Het programma werd eerst alleen in Japan uitgegeven, maar toen er meer vraag naar RPG Maker ontstond (en nadat er illegaal vertaalde versies waren verschenen), bracht Enterbrain een officiële Engelse versie van RPG Maker XP uit. 

## Consoleversies
- RPG Maker werd in 2000 uitgebracht voor de PlayStation.
- RPG Maker 2 werd in 2003 uitgebracht voor de PlayStation 2.
- RPG Maker 3 werd in 2005 uitgebracht voor de PlayStation 2.

Deze versies zijn niet verschenen in Europa.

## Uitgebrachte RPG Makerprogramma's
| Titel                                    | Systeem                                              | Distributie | Distributie       | Uitgever            |
| Titel                                    | Systeem                                              | Plaats      | Datum             | Uitgever            |
| ---------------------------------------- | ---------------------------------------------------- | ----------- | ----------------- | ------------------- |
| Mamirin                                  | PC-8801                                              | Japan       | 1988              | ASCII               |
| Dungeon Manjirou                         | MSX 2                                                | Japan       | 1988              | ASCII               |
| RPG Construction Tool : Dante            | MSX 2                                                | Japan       | 8 februari 1990   | ASCII               |
| Dante 2                                  | MSX 2                                                | Japan       | 8 februari 1992   | ASCII               |
| Chimes Quest                             | PC-9801                                              | Japan       | 1992              | ASCII               |
| RPG Tsukūru Dante 98                     | PC-9801                                              | Japan       | 19 december 1992  | ASCII               |
| Dungeon RPG Tsukūru Dan-Dan Dungeon      | PC-9801                                              | Japan       | 28 april 1994     | ASCII               |
| RPG Tsukūru Super Dante                  | Super Famicom                                        | Japan       | 31 maart 1995     | ASCII               |
| RPG Tsukūru Dante 98 II                  | PC-9801                                              | Japan       | 14 juli 1996      | ASCII               |
| RPG Tsukūru 2                            | Super Famicom                                        | Japan       | 31 januari 1996   | ASCII               |
| RPG Tsukūru 95                           | Microsoft Windows                                    | Japan       | 28 maart 1997     | ASCII               |
| Sim RPG Maker                            | Sega Saturn, PlayStation                             | Japan       | 17 september 1998 | ASCII               |
| Simulation RPG Tsukūru                   | PlayStation                                          | Japan       | 29 november 2001  | Enterbrain          |
| Sim RPG Maker                            | Microsoft Windows                                    | Japan       | 29 maart 1998     | ASCII               |
| RPG Tsukūru 3                            | PlayStation                                          | Japan       | 27 november 1997  | ASCII               |
| PlayStation the Best: RPG Tsukūru 3      | PlayStation                                          | Japan       | 19 november 1998  | ASCII               |
| RPG Maker                                | PlayStation                                          | VS          | 18 september 2000 | Agetec              |
| RPG Tsukūru GB                           | Game Boy Color                                       | Japan       | 17 maart 2000     | ASCII               |
| RPG Tsukūru 2000                         | Microsoft Windows                                    | Japan       | 5 april 2000      | ASCII               |
| RPG Tsukūru 4                            | PlayStation                                          | Japan       | 7 december 2000   | Enterbrain          |
| Uchujin Tanaka Tarou De RPG Tsukūru GB 2 | Game Boy Color                                       | Japan       | 20 juli 2001      | Enterbrain          |
| RPG Tsukūru 5                            | PlayStation 2                                        | Japan       | 8 augustus 2002   | Enterbrain          |
| RPG Maker 2                              | PlayStation 2                                        | VS          | 28 oktober 2003   | Agetec              |
| RPG Tsukūru 2003                         | Microsoft Windows                                    | Japan       | 18 december 2002  | Enterbrain          |
| RPG Tsukūru α                            | Microsoft Windows/Mobiele Telefoon                   | Japan       | 18 december 2002  | Enterbrain          |
| RPG Tsukūru Advance                      | Game Boy Advance                                     | Japan       | 25 april 2003     | Enterbrain          |
| RPG Tsukūru XP                           | Microsoft Windows                                    | Japan       | 22 juli 2004      | Enterbrain          |
| RPG Maker XP                             | Microsoft Windows                                    | Wereldwijd  | 16 september 2005 | Enterbrain          |
| RPG Tsukūru                              | PlayStation 2                                        | Japan       | 16 december 2004  | Enterbrain          |
| RPG Maker 3                              | PlayStation 2                                        | VS          | 21 september 2005 | AGETEC              |
| RPG Tsukūru VX                           | Microsoft Windows                                    | Japan       | 27 december 2007  | Enterbrain          |
| RPG Maker VX                             | Microsoft Windows                                    | Wereldwijd  | 29 februari 2008  | Degica              |
| RPG Tsukūru DS                           | Nintendo DS                                          | Japan       | 11 maart 2010     | Enterbrain          |
| RPG Maker VX Ace                         | Microsoft Windows                                    | Wereldwijd  | 15 december 2011  | Enterbrain          |
| RPG Tsukūru DS Plus                      | Nintendo DS                                          | Japan       | 15 december 2011  | Enterbrain          |
| RPG Maker MV                             | Microsoft Windows, macOS, Linux, HTML5, Android, IOS | Japan       | 17 december 2011  | Kadokawa Games      |
| RPG Maker MV                             | Microsoft Windows, macOS, Linux, HTML5, Android, IOS | Wereldwijd  | 17 december 2011  | Degica              |
| RPG Maker Fes                            | Nintendo 3DS                                         | Japan       | 24 november 2016  | Kadokawa Games      |
| RPG Maker Fes                            | Nintendo 3DS                                         | Wereldwijd  | 23 juni 2017      | NIS America         |
| RPG Maker MV                             | PlayStation 4, Nintendo Switch                       | Japan       | 15 november 2018  | Kadokawa Games      |
| RPG Maker MV                             | PlayStation 4, Nintendo Switch                       | Wereldwijd  | 8 september 2020  | NIS America         |
| RPG Maker MZ                             | Microsoft Windows, macOS, Linux, HTML5, Android, IOS | Japan       | 20 augustus 2020  | Kadokawa Games      |
| RPG Maker MZ                             | Microsoft Windows, macOS, Linux, HTML5, Android, IOS | Wereldwijd  | 20 augustus 2020  | Degica              |
| RPG Maker With                           | PlayStation 4, PlayStation 5, Nintendo Switch        | Japan       | 11 april 2024     | Gotcha Gotcha Games |
| RPG Maker With                           | PlayStation 4, PlayStation 5, Nintendo Switch        | Wereldwijd  | 11 oktober 2024   | NIS America         |